# Godfried Richardi
Godfried Richardi OSB (* 1629 in Oberberndorf; † 9. April 1682 in Grafschaft) war vom 22. April 1671 bis zum 9. April 1682 Abt im Kloster Grafschaft in Schmallenberg.

## Leben
Godfried Richardi wurde im Jahre 1629 in Oberberndorf in der Pfarrei Berghausen als Sohn von Anton Richard dem Jüngeren und dessen Ehefrau Anna Gertrud König, genannt Gnacke, geboren. Er hatte mehrere Geschwister. Nach dem Studium der Theologie und Philosophie am Jesuitenkolleg Münster trat er 1649 dem Orden der Benediktiner bei. Im Anschluss an das Noviziatsjahr ging Richardi nach Köln, um seine Kenntnisse in Theologie und Philosophie aufzufrischen. Wegen seiner guten Leistungen trat er bereits ein Jahr später in der Abtei Brauweiler das Amt des Lektors an. Kurz danach übernahm der das gleiche Amt bis zu seiner Abtwahl im Kloster Grafschaft.
Am 22. April 1671 wurde er zum Abt gewählt und anschließend von dem Paderborner Bischof Ferdinand von Fürstenberg in Neuhaus geweiht. In seiner Amtszeit regelte er mehrere auftretende Probleme und übernahm zusätzliche Aufgaben.
Im Jahr 1673 kam es zu einem Streit zwischen dem Abt und den Bürgern der Stadt Schmallenberg, um die Besetzung der Pfarrstelle und der Pastoratsgüter außerhalb der Stadt. Nachdem der Streit nicht gütlich beigelegt werden konnte, wandte sich der Abt an den Erzbischof Max Heinrich. Der Erzbischof übertrug daraufhin dem Freiherrn Johann Adolf von Fürstenberg die Ordnungsrechte. Dieser entsandte einen Fähnrich mit 35 Soldaten nach Schmallenberg. Nach deren Intervention übergaben zwei Bittsteller aus dem Stadtrat, dem vom Abt eingesetzten Pfarrer, die Schlüssel der Schmallenberger Kirche. Ein beim Offizialgericht in Werl anhängiger Prozess über die Inkorporation der Pfarrei wurde später ebenfalls zugunsten des Klosters entschieden. 1679 gab es noch mal einen Konflikt mit der Stadt um die Grenzrechte, welcher nachfolgend vor dem Gericht in Oberkirchen zum Vorteil des Klosters entschieden wurde.
Abt Richardi wurde 1676 auf dem Jahreskapital der Bursfelder Kongregation erstmals zum Visitator für die Klöster Liesborn und Ibug bestimmt. Bei einer Visitation des Grafschafter Klosters im Jahr 1677 bemängelten die eingesetzten Visitatoren die in der Erntezeit durchgeführte Handarbeit durch Klosterbrüder. Abt Richardi beanstandete auf dem folgenden Jahreskapitel der Kongregation eine derartige Auslegung der heiligen Statuten durch die Visitatoren.
Im Februar 1678 kam es zu einem ungewöhnlichen Todesfall im Kloster. Ein 30-jähriger gesunder Mönch starb plötzlich bei einem Hustenanfall in Anwesenheit des gesamten Konverts. Diesen Vorfall nahm der Bischof von Paderborn Ferdinand von Fürstenberg mit einem Gefolge von mehreren Adeligen zum Anlass, das Kloster zum dritten Male aufzusuchen. Der Bischof konnte den Trauerfall jedoch nicht erhellen.
Am 12. März 1680 hielt der Abt im Kloster Maria Laach auf dem Jahreskapitel der Kongregation eine Rede über den Versuch, zu einer gleichförmigen Beachtung in Angelegenheiten des Gottesdienstes und der Regeln zu kommen. In der gleichen Zeit visitierte er im Auftrag der Bursfelder Kongregation die Nonnenklöster der Stadt Münster. Der Abt bemühte sich in dieser Zeit besonders auch um das Kloster Abdinghof. Im Kloster Abdinghof waren Unstimmigkeiten aufgetreten. Abt Richardi half bei Wiederherstellung der Klosterruhe, indem er Visitationen vornahm und Wahlen durchführte.
In der Chronik des Klosters Grafschaft „Monumenta Monasterii Grafschaftensis“ wurde Abt Richardi als eine körperlich große Person mit ausgezeichneten Verstand und einer sehr guten Redegewandtheit beschrieben. Der demütige und asketische Richardi führte seine Ämter zu vollster Zufriedenheit und zu aller Bewunderung aus.
Godfried Richardi starb am 9. April 1682 in Grafschaft. Sein Nachfolger wurde Abt Emericus Quincken.